# З ранку до ночі (продюсерський центр)
Продюсерський центр «З ранку до ночі» — мультимедійна компанія, яка спеціалізується на послугах з дубляжу, аранжування, запису вокалу, запису інструментів, виготовлення аудіороликів, мастеринг, написання пісень, зведення та продюсування.

## Про продюсерський центр
Продюсерський центр «З ранку до ночі» був заснований 26 травня 1998 року народним артистом України Олександром Пономарьовим. 
Складається з концертного агентства, шести повноцінних студійних приміщень та кімнати відпочинку.
На студії «З ранку до ночі» записувались багато виконавців, серед яких: Олександр Пономарьов, Ані Лорак, Віктор Павлик, Наталія Могилевська, Микола Мозговий, Таїсія Повалій, Софія Ротару, Володимир Гришко, Наталя Валевська, гурти «Алібі», «Бумбокс», «Тартак», «Друга ріка», «Океан Ельзи», «Таліта Кум», «Ot Vinta» та багато інших.
З 2002 року «З ранку до ночі» почала здійснювати дублювання фільмів українською мовою на замовлення телеканалів.
У 2003 року на студії «З ранку до ночі» відбуваються зйомки популярного телепроєкту «Шанс». 
З 2006 року «З ранку до ночі» працював над музичним оформленням кінофільмів, таких як: «Мій принц» (режисер Галина Курівчак-Сахно), «Жага екстриму» (режисер Андрій Дончик).

## Діяльність
- Запис, зведення, аранжування, мастеринг музичних композицій
- Реставрація, монтаж, оцифровування та архівування аудіо-і відеоматеріалів
- Запис оркестру та хору в студійному приміщенні
- Багатоканальний цифровий запис живих концертних виступів
- Оренда музичного обладнання та послуги творчого колективу
- Виготовлення рекламних аудіо-та відеороликів
- Створення та запис музичного оформлення для кіно, написання саундтреків
- Ремонт і технічна підтримка музичного обладнання
- Саунд дизайн і музика для ігор

Кіновиробництво
- Дублювання фільмів для телебачення
- Озвучування фільмів за технологією «Voice-over»
- Створення і запис музичного оформлення до кінострічок, написання саундтреків
- Послуги із запису звуку на знімальному майданчику
- Звуковий дизайн-озвучування відеоряду (шумове, мовне)
- Переклад фільмів іноземного виробництва

## Кінопродукція, озвучена українською мовою[3]
Фільми та інше
- Копальні царя Соломона / King Solomon's Mines (1985)
- Скінс / Шмаркачі / Skins (2007–)
- Сміт (телесеріал) / Smith (2006–2007)
- Справедливість / Правосуддя / Justice (2006–2007)
- Знайомтесь із Сантами / Meet the Santas (2005)
- МакБрайд (телесеріал) / McBride (2005–2006)
- Тверда цукерка / Hard Candy (2005)
- Елвіс вийшов з дому / Elvis Has Left The Building (2004)
- Від берега до берега / Coast to Coast (2003)
- Вулиці розбитих ліхтарів / Менты (1997– )[4]
- Заради іншого життя / Defending Your Life (1991)
- Капітан Америка / Captain America (1990)
- Встигнути до опівночі / Midnight Run (1988)
- Аллан Квотермейн. У пошуках золотого міста / Allan Quatermain and the Lost City of Gold (1986)
- Аеропорт 77 / Airport '77 (1977)
- Гінденбург / The Hindenburg (1975)
- Аеропорт 1975 / Airport 1975 (1974)
- Сімнадцять миттєвостей весни / Семнадцать мгновений весны (1973, дубляж втрачено)[4]
- Арабеска / Arabesque (1966)
- Ніаґара / Niagara (1953)

Мультсеріали
- Ті, що танцюють у небесах / Sky Dancers (1996)
- Смішарики / Смешарики (2004)
- Робін Гуд / Robin Hood no daibôken (1990)[5]
- Останній з Могікан / The Last of the Mohicans (1987)
- Покахонтас / Pocahontas (1995)
- Легенда про Зорро